# Dobri Dschurow

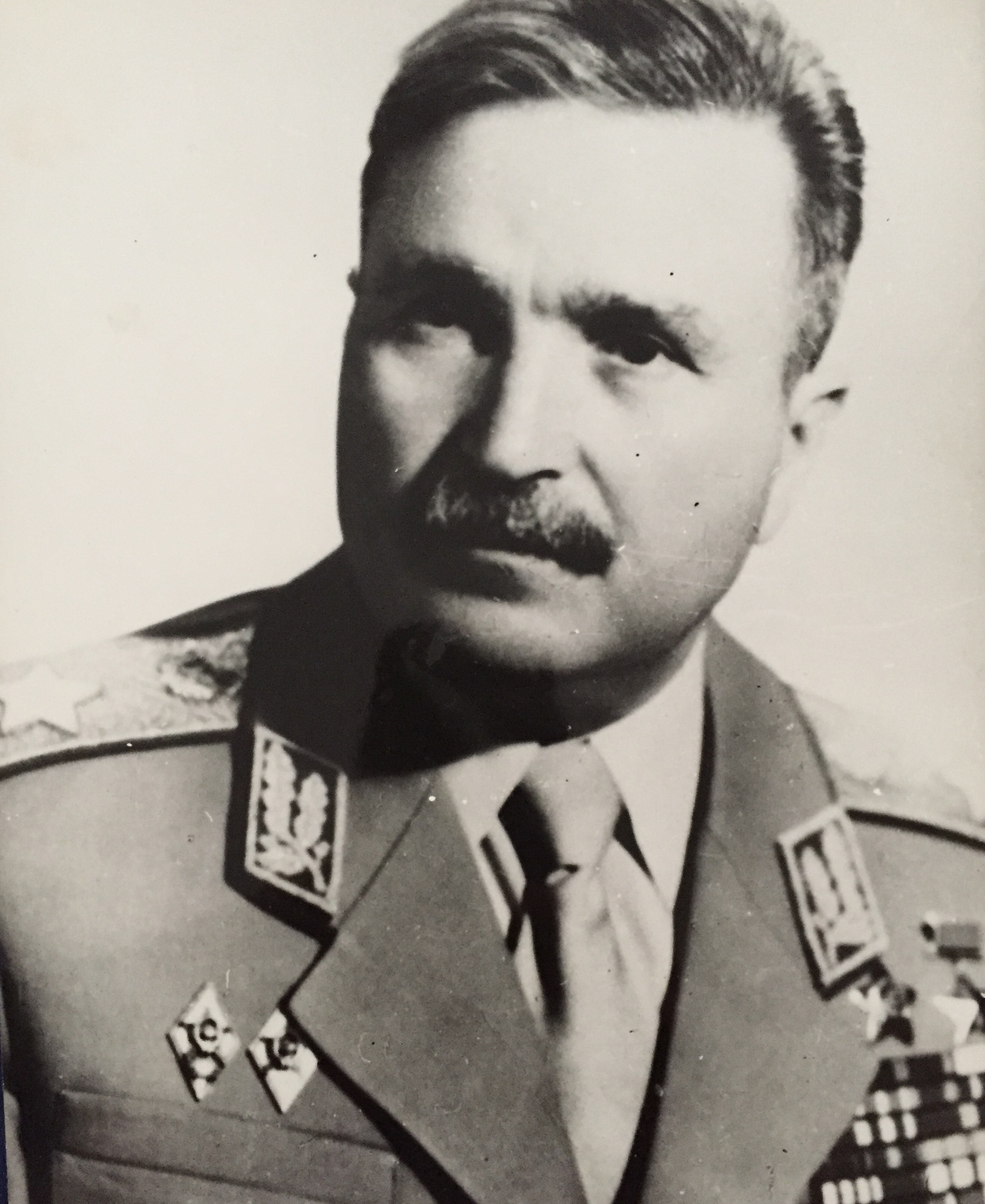
Dobri Dschurow

Dobri Dschurow (* 5. Januar 1916 in Wrabewo, Oblast Lowetsch; † 17. Juni 2002 in Sofia) war ein bulgarischer Politiker.

## Leben
Dschurow trat 1938 der Bulgarischen Kommunistischen Partei bei. Im Juni 1942 schloss er sich der Partisanenbewegung an und war ab 1943 Kommandeur der Partisanenbrigade Tschawdar. 1942 wurde seine Tochter, die spätere Kunsthistorikerin Aksinija ǅurova geboren. Er war ab 1962 Mitglied des Zentralkomitees und ab 1977 des Politbüros der Partei. 
Dschurow war ab 1956 stellvertretender und ab 1962 bis November 1990 dann Verteidigungsminister von Bulgarien. Sein Nachfolger im Amt wurde Jordan Mutaftschiew. Dschurow prägte fast drei Jahrzehnte lang die Verteidigungspolitik Bulgariens. Dschurow war kurzzeitig in der Übergangsphase 1990 noch Verteidigungsminister von Bulgarien unter Andrei Lukanow.
Er verfasste Artikel zu militärischen und politischen Problemstellungen. Dobri Dschurow wurde mit dem Leninorden, dem Orden Georgi Dimitrow und als Held der Volksrepublik Bulgarien ausgezeichnet.

## Werke
- Мургаш, Memoiren, 1966, (deutsch: Operationsbasis Murgasch), 1975
- Командирът организатор и възпитател, 1974
- За военната политика на партията, 1977
- С вяра и меч през годините. Избрани произведения, 1984
- Die Umgestaltung und die Bulgarische Volksarmee, 1989